# Lockyer Valley
Lockyer Valley är en region i Australien. Den ligger i delstaten Queensland, omkring 82 kilometer väster om delstatshuvudstaden Brisbane. Antalet invånare är 37 652.
Följande samhällen finns i Lockyer Valley:
- Gatton
- Thornton
- Winwill

Omgivningarna runt Lockyer Valley är en mosaik av jordbruksmark och naturlig växtlighet. Runt Lockyer Valley är det glesbefolkat, med 10 invånare per kvadratkilometer. Genomsnittlig årsnederbörd är 1 104 millimeter. Den regnigaste månaden är januari, med i genomsnitt 229 mm nederbörd, och den torraste är augusti, med 34 mm nederbörd.